# Otteana
Otteana is een geslacht van rechtvleugeligen uit de familie krekels (Gryllidae). De wetenschappelijke naam van dit geslacht is voor het eerst geldig gepubliceerd in 1990 door Gorochov.

## Soorten
Het geslacht Otteana omvat de volgende soorten:
- Otteana dilinhensis Otte, 1988
- Otteana truncicola Gorochov, 1996